# Willian Chimura
Willian da Costa Chimura, ou simplesmente Willian Chimura (São Paulo, 28 de abril de 1993), é um programador, professor e divulgador científico brasileiro, notável por ser um dos principais ativistas do movimento de direitos dos autistas no Brasil.
Depois de ter passado por dificuldades escolares e profissionais na área de desenvolvimento de softwares, recebeu o diagnóstico de Síndrome de Asperger aos 23 anos. Em 2019, iniciou um canal no YouTube de divulgação científica sobre autismo que se tornou um dos maiores feitos por uma pessoa autista no Brasil. Além disso, Willian também fez parte do podcast Introvertendo. É conhecido por defender uma abordagem científica sobre o autismo e, ao mesmo tempo, uma percepção de seus aspectos sociais e culturais.

## Biografia

### Infância e formação
Willian nasceu na cidade de São Paulo. Seu pai era natural de Palmital, no interior do estado de São Paulo, uma família de ascendência nipônica. Chimura viveu grande parte de sua infância e adolescência em Palmital, onde se mudou com a família em 2000. Lá, chegou a desenvolver interesse na área de desenvolvimento de software. Cursou ensino médio com técnico em Informática na ETEC Professor Mário Antônio Verza, em Palmital. Quando adolescente, em 2009, Willian chegou a criar um dos primeiros canais brasileiros sobre programação no YouTube. Segundo ele, o canal reuniu mais de 200 vídeos relacionados ao tema.
Ao mesmo tempo que revelava habilidades em seus temas de interesse, Willian demonstrava significativas dificuldades de interação social e comunicação, o que o levou a situações difíceis de relacionamento social, e bullying. Sobre isso, chegou a dizer que sua estratégia para lidar com isso "era simplesmente tentar ignorar ao máximo possível, porque eu gostaria de ter amigos e as pessoas não gostam de estar associadas às pessoas que sofrem bullying". Outras dificuldades frequentemente relatadas por Chimura era ansiedade, rigidez, problemas de aprendizagem na escola, seletividade alimentar e comportamentos repetitivos.
Willian começou a cursar Jogos Digitais na Faculdade de Tecnologia de Ourinhos, no interior de São Paulo. Seu desempenho era mediano, mas sua habilidade em programação fez com que conseguisse ser contemplado pelo programa Ciência sem Fronteiras, pelo qual ficou por um ano estudando Ciências da Computação em São Francisco. Ao retornar ao Brasil, mudou-se diretamente para Porto Alegre, e passou a estudar Sistemas para Internet na Universidade Luterana do Brasil (ULBRA). Neste período, tentou se inserir no mercado de trabalho, mas não conseguiu, passando por uma série de pedidos de demissão. Com isso, Chimura decidiu trabalhar pela internet e procurar ajuda profissional.

### Autismo e ativismo

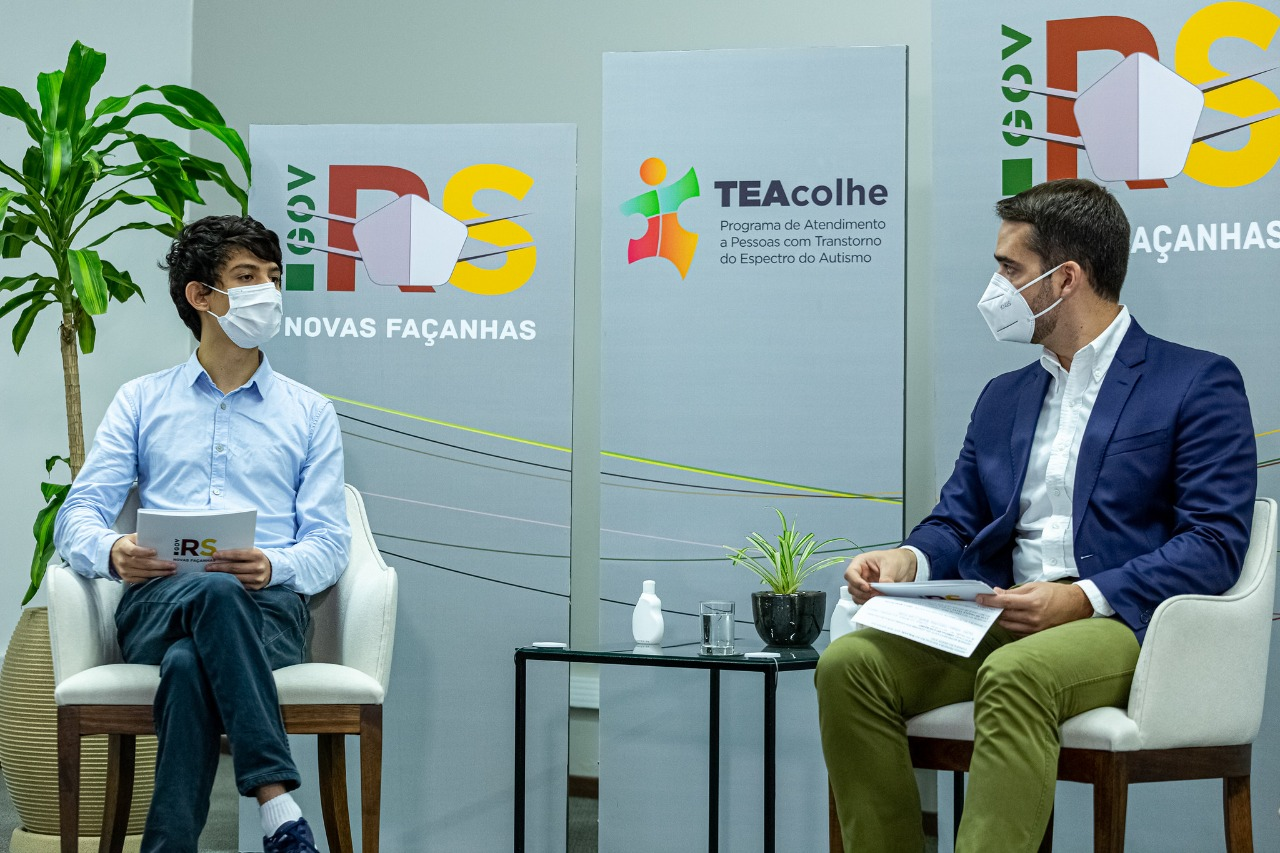
Willian e governador Eduardo Leite no lançamento do programa TEAcolhe 2021, em Porto Alegre.

Willian Chimura procurou uma psicóloga em 2014, após experiências frustradas no mercado de trabalho. Segundo ele, pessoas conhecidas já tinham sugerido-no autismo, mas ele discordava, e considerava que seu caso era ansiedade. Foi, então, que sua terapeuta sugeriu a hipótese de Síndrome de Asperger. Durante cerca de um ano, o programador passou por uma avaliação multidisciplinar. Segundo ele, ter descoberto sobre autismo deu lhe possibilidade de pertencer a um grupo social e foi um alívio em sua vida. Seu diagnóstico foi fechado aos 23 anos, em 2016.
Com isso, Chimura passou a ter interesse em temáticas relacionadas ao autismo e educação e começou a participar de espaços virtuais sobre o autismo, onde conheceu outras pessoas diagnosticadas com autismo e seus familiares. Em seguida, ingressou no mestrado em Informática para Educação no Instituto Federal do Rio Grande do Sul (IFRS), promovendo uma pesquisa sobre a utilização de jogos e aplicativos em intervenções educacionais para crianças autistas.
No início de 2019, criou um canal sobre autismo no YouTube, originalmente chamado "Um Canal Sobre Autismo". Em menos de um ano, tornou-se (na época) o maior canal de um autista na plataforma, alcançando mais de 150 mil inscritos na segunda metade de 2020. Naquele período, passou a palestrar em eventos sobre autismo pelo Brasil e consolidou-se como ativista do tema. Em janeiro de 2020, passou a ser um dos integrantes do podcast Introvertendo, feito exclusivamente por autistas e que discute autismo na vida adulta e permaneceu até o encerramento do projeto, em 2023.
Em agosto de 2020, o humorista Léo Lins se envolveu em uma polêmica com familiares de autistas e autistas na internet. Willian publicou um vídeo com críticas ao humorista e observações em torno do conflito. Logo depois, foi convidado a participar do programa The Noite com Danilo Gentili, em edição exibida em 28 de agosto de 2020. Na ocasião, Chimura disse que "nós estamos sendo negligenciados muitas vezes, e em certas situações pode ser difícil, na perspectiva de quem não vivencia o transtorno, de se entender algumas coisas".
Em abril de 2021, Willian participou do lançamento da Política estadual de Atendimento Integrado à Pessoa com Transtornos do Espectro Autista (também chamado de TEAcolhe) em Porto Alegre. No mesmo ano, foi um dos autores do livro 30 Vozes: uma imersão no universo das pessoas com deficiência, sobre os 30 anos da Lei de Cotas para pessoas com deficiência. Também passou a atuar como professor de metodologia científica na instituição Academia do Autismo.
Em 2024, já morando em Belo Horizonte, iniciou doutorado em Psicologia pela Universidade Federal de Minas Gerais.

## Posicionamentos

### Perspectiva sobre o autismo
Willian costuma utilizar o DSM-V, de 2013, e a CID-11, de 2022, como referências para descrever características do autismo e pretende falar sobre o diagnóstico sob uma perspectiva científica. Além disso, Chimura costuma afirmar a existência de aspectos socioculturais do autismo, que permitem a formação de uma comunidade com discussões de viés social. Ele afirma, por exemplo, que a expressão "comunidade autista" se refere apenas a autistas e "comunidade do autismo" é utilizada para se referir autistas, pais, profissionais e simpatizantes com a temática do autismo. Ele também costuma dizer que o autismo é difícil de ser compreendido até mesmo entre autistas, e que as discussões sociais sobre o autismo influenciam a comunidade científica na escolha de temas de pesquisa considerados relevantes. Willian rejeita a ideia de autismo como "doença", e considera que o termo mais apropriado é "condição".
Chimura costuma dizer que políticas públicas e educacionais no Brasil deveriam estar ancoradas em práticas baseadas em evidências, um movimento surgido na década de 1990 que enfatiza a importância de decisões, em diferentes áreas, serem sustentadas em evidências científicas. Por isso, também costuma ser crítico a técnicas que considera pseudocientíficas, como a psicanálise, Son-Rise, comunicação facilitada, além de práticas consideradas charlatãs, como o uso de MMS e óleos essenciais para autismo. Sobre intervenções, Willian chegou a afirmar que é importante uma visão positiva e de aceitação do autismo e, ao mesmo tempo, reconhecer as dificuldades enfrentadas por autistas com menor qualidade de vida. Além disso, também acredita que existem demandas de autistas "leves" que são comumente negligenciadas e que, em situações de conflitos, podem ser hostilizados por pais e mães de autistas. Ele também defende uma maior participação de autistas em eventos e pesquisas sobre autismo.
Em várias ocasiões, Willian afirmou se interessar bastante pela análise do comportamento, especialmente o behaviorismo radical de B. F. Skinner. Segundo ele, a ciência ajudou-o a entender as relações sociais e contribuiu em seus processos de socialização. Ele diverge de parte dos autistas ativistas pela neurodiversidade sobre a Análise do comportamento aplicada (ABA), dizendo que se trata de uma ciência e que deve ser utilizada para ensinar habilidades importantes para autistas e que, por isso, foi acusado por críticos de ser positivista. Por outro lado, ele também afirma que existem práticas profissionais antiéticas utilizando ABA (e, também, em nome de ABA) e que devem ser combatidas. Neste sentido, defende que a comunidade autista nem sempre compreende como funciona a ciência, dizendo que "o método científico é assim, ele precisa dessa competição entre os pesquisadores revisando o trabalho de outros pesquisadores para que se finalmente chegue a uma conclusão. E é isso que algumas pessoas que querem até pesquisar um pouco mais do que apenas no Google acabam caindo nessa armadilha". Chimura também apoia outras intervenções que tem evidências científicas, como terapia de integração sensorial e a comunicação alternativa e aumentativa.
Willian também defendeu uma maior aproximação possível das demandas de autistas e pais. Em uma entrevista, afirmou que "tem uma corrente do ativismo que é baseada em punição, por exemplo, que não é uma corrente que eu corroboro". Segundo ele, punir uma pessoa que está sendo introduzida ao tema do autismo por usar uma expressão incorreta, como "doença", antes de conversar com ela, por exemplo, não é producente. Ele também afirma que apesar de ser visto como uma figura "moderada", concorda que um ativismo mais combativo ou agressivo é necessário em alguns contextos.

## Vida pessoal
Em junho de 2019, após ser questionado sobre sua vida amorosa, Willian afirmou que tinha acabado de encerrar um relacionamento de 6 anos com uma ex-namorada. Os dois moraram juntos por um período e compartilhavam uma união estável. Segundo Chimura, o fim do relacionamento se deu amigavelmente por desgastes causados por diferenças de temas de interesse.
Mais tarde, iniciou um relacionamento com a fonoaudióloga Germanna Parreiras, com a qual se casou posteriormente.